# 李长才
李长才（1949年1月—），安徽合肥人，原兰州军区政治委员，上将军衔。中共第十七届中央委员。

## 生平
李长才于1969年入伍，长期在南京军区任职。2000年至2005年期间任陆军第31集团军政治委员。2005年出任南京军区政治部主任。2006年晋升为中将军衔，同年升任南京军区副政治委员。2007年接替喻林祥上将出任兰州军区政治委员。2011年6月晋升为上将军衔。2014年7月，卸任。2015年2月28日被任命为第十二届全国人民代表大会教育科学文化卫生委员会副主任委员。